# Castel di Iudica
Castel di Judica là một đô thị ở tỉnh Catania trong vùng Sicilia, có khoảng cách khoảng 130 km về phía đông nam của Palermo và cách khoảng 35 km về phía tây của Catania. Tại thời điểm ngày 31 tháng 12 năm 2004, đô thị này có dân số 4.758 người và diện tích là 102,3 km².
Đô thị Castel di Judica có các frazioni (các đơn vị cấp dưới, chủ yếu là các làng) Giumarra, Carrubo, Cinquegrana, và Borgo Franchetto.
Castel di Judica giáp các đô thị: Agira, Catenanuova, Centuripe, Paternò, Ramacca.